# Anepeorus rusticus
Anepeorus rusticus är en dagsländeart som beskrevs av Mcdunnough 1925. Anepeorus rusticus ingår i släktet Anepeorus och familjen forsdagsländor. Inga underarter finns listade i Catalogue of Life.